# Subverse
《Subverse》是由FOW互動開發和發行，眾籌戰略角色扮演結合清版射击的色情電子遊戲，2021年3月26日在Microsoft Windows上發行。

## 遊戲玩法
該遊戲的玩法類似《质量效应》，但含有「外星色情」元素，強調色情互動。但在遊戲發行後，評論家認為當中的色情場景明顯缺乏任何承諾的互動體驗。

## 劇情
遙遠宇宙角落的預兆（Prodigium）星系由五大星雲組成，分別為：龍星雲（Dragon Nebula，帝國根據地）；九頭蛇星雲（Hydra Nebula，克洛伊的故鄉）；克拉肯星雲（Kraken nebula，妮基絲和凡娜拉的故鄉）；雪人星雲（Yeti Nebula，泰利的故鄉）；以及葛里芬星雲（Griffin Nebula，由囚禁人員建立的殖民地）。劇情圍繞於男主角「艦長」（Captain），隨著故事進展，他與他的女機器人助手隨其他加入瑪麗·賽勒斯特艦（Mary Celeste）的新兵合力推翻統治銀河系的帝國。

## 開發和發行
是色情電腦動畫公司Studio FOW遊戲部門FOW互動（FOW Interactive）的首款商業遊戲。截至2019年5月24日，在Kickstarter上進行眾籌的資金已在一個月內籌集了超過160萬英鎊，使該遊戲成為迄今為止Kickstarter融資額排名前20的遊戲行列。最初定於2019年5月或6月發行搶先體驗版，但官方最終放棄該版本，他們僱用了經驗豐富的開發人員並接受建議，維護此類規模遊戲的早期建模。但由於COVID-19疫情在2020年帶來的影響，官方決定在Steam上搶先發布遊戲，並分批完成章節；隨著時間的推移，章節從10增加到22章。遊戲的第一階段於2021年3月26日上架。團隊針對德國、韓國、中國以及所有其他不支援Steam下載的地區，創建了自己的平台網站——，這些地區的Kickstarter支持者能在此贖回他們的Steam密鑰並免費下載遊戲。

## 反響
發行當週末，在Steam銷售排行榜上名列第二，僅次於《瓦爾海姆》。
由於遊戲沒有提供中文，使許多中國玩家表達了對官方中文翻譯的期望。據官方統計，絕大多數中國遊戲玩家「翻牆」至香港和台灣購買遊戲。2021年11月，官方發表聲明回應，儘管已收到相關反饋，但「成人內容在中國並不合法」，以避免對遊戲造成不利的影響為優先考量。雖然Studio FOW有意在亞洲地區推廣，但在Steam上卻遭受來自中國玩家的抨擊而收穫大量負評；其中留言者聲稱該國是遊戲在眾籌階段的主力貢獻者。2022年8月30日，開發者發文向中國玩家致歉，並承諾會展開遊戲中文化的計劃。

## 外部連結
- 官方网站
- 在Kickstarter上的Subverse （页面存档备份，存于）